# Schlupfwespenartige
Die Schlupfwespenartigen (Ichneumonoidea) sind eine Überfamilie der Hautflügler. Sie umfasst, nach üblicher Auffassung, nur zwei Familien, die Schlupfwespen (Familie Ichneumonidae) und die Brackwespen (Familie Braconidae), die aber beide sehr artenreich sind. Das Taxon umfasst entsprechend mehr als 40.000 beschriebene Arten, wobei von einer erheblich höheren Anzahl noch unbeschriebener Arten ausgegangen wird.
Ichneumonoidea entwickeln sich als Parasitoide an anderen Insektenarten (wenige als Ausnahme auch in Spinnentieren), wobei eine Vielzahl von Lebensweisen verwirklicht sind. Sie sind daher von hoher Bedeutung im ökologischen Beziehungsgefüge zahlreicher Lebensräume und gehören zu den wichtigsten Antagonisten pflanzenfressender (phytophager) Insekten. Einige Arten werden deshalb auch in der biologischen Schädlingsbekämpfung eingesetzt.

## Merkmale
Innerhalb der Gruppe ist der Körperbau in vielfältiger Weise abgewandelt, so dass es nicht leicht ist, alle gemeinsame Merkmale anzugeben. Als morphologische Autapomorphien gelten: Die Mandibeln der Imagines besitzen zwei Zähne, ein Sklerit des Rumpfabschnitts, der Prepectus, ist mit dem Pronotum fusioniert, am freien Hinterleib ist der Sternit des ersten Segments (meist auch diejenigen der darauffolgenden Segmente) in einen sklerotisierten vorderen (anterioren) und einen membranösen hinteren (posterioren) Abschnitt geteilt, am ersten Tergit des freien Hinterleibs sitzen zwei Gelenkfortsätze (Condylen), die mit den Tergiten des zweiten und dritten Segments artikulieren. Im Vorderflügel sind die Flügeladern Costa, Subcosta und Radius dicht aneinander gerückt oder fusioniert (die Costalzelle fehlt, oder ist, wenn vorhanden, sehr schmal), und im Hinterflügel ist zwischen Radius und Media höchstens eine Querader ausgebildet. Weitere nützliche Erkennungsmerkmale sind: Die fadenförmigen (filiformen) Antennen sind nicht gekniet, meist mit zahlreichen Segmenten, diese können bei großen Arten mehr als 100 erreichen, typischer sind etwa 20 bis 60 Glieder, selten weniger (Minimum 12). Die Schenkelringe der Beine sind in zwei Glieder geteilt, der Ovipositor der Weibchen ist oft lang und ragt über das Hinterleibsende hinaus.
Die Unterscheidung zwischen Braconidae und Ichneumonidae ist nicht immer einfach. Charakteristisch ist vor allem ein Merkmal im Flügelgeäder. Nur bei den meisten Ichneumonidae ist im distalen hinteren Abschnitt des Vorderflügels die Querader 2m-cu ausgebildet, bei den Braconidae fehlt sie. Im Hinterflügel zweigt die Querader rs-m ab, nachdem die Radiusschaltader (Rs) von der verschmolzenen Längsader (C-R-Rs) abgezweigt ist. Bei den Ichneumonidae setzt diese Querader hingegen vor der Verzweigung an der verschmolzenen Ader an. Bei zahlreichen Braconidae (viel seltener bei den Ichneumonidae) ist das Flügelgeäder allerdings reduziert, vor allem bei den sehr kleinen Arten. Flügellose Ichneumonidae und Braconidae sind überhaupt nicht ohne weiteres unterscheidbar, hier muss in der Regel die Unterfamilie bestimmt werden. Meist sind bei den Braconidae die Mandibeln im geschlossenen Zustand voneinander getrennt, so dass sich ihre Spitzen nicht berühren. Ansonsten ist die Vorderkante des Clypeus bei den Braconidae konkav, bei den Ichneumonidae gerade oder konvex.

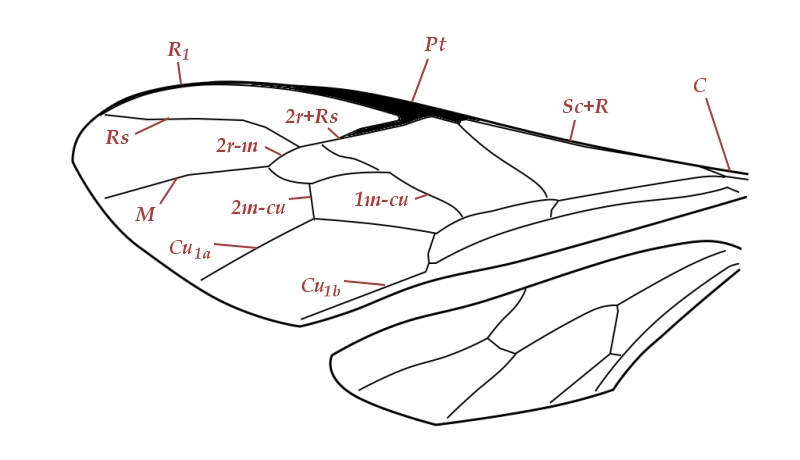
Flügeladerung einer Schlupfwespe

## Biologie und Lebensweise
Ichneumonoidea entwickeln sich als Parasitoide, das heißt, ihre Larven leben parasitisch an oder im Inneren von Eiern, Larven, Puppen oder (selten) Imagines von anderen Arthropoden, die sie jedoch vor Vollendung ihrer Entwicklung letztlich abtöten. Als Wirte sind am bedeutsamsten Schmetterlinge, gefolgt von Käfern, anderen Hautflüglern, Zweiflüglern und Schnabelkerfen. Parasitoide anderer Parasitoide (Hyperparasiten) sind bei Schlupfwespen verbreitet, bei Brackwespen fast fehlend. Wenige Arten haben abweichende Wirte erschlossen. So parasitieren eine Reihe von Gattungen, am bekanntesten darunter die Schlupfwespengattung Hymenoepimecis an Webspinnen. Einige andere parasitieren in Eisäckchen von Spinnen oder Pseudoskorpionen.
Unter den mehr als 40.000 Arten sind wenige (Stand 2012: 9 Arten) bekannt geworden, deren Larven sich, als große Ausnahme innerhalb der Überfamilie, direkt in Pflanzengewebe entwickeln, sich also phytophag ernähren. So lebt die Brackwespe Bracon phytophagus in Früchten der Baumart Protium tovarense (Burseraceae) in Nebelwäldern Venezuelas. In der Familie der Schlupfwespen gibt es wenige Arten der Unterfamilie Labeninae, die an Bienenlarven oder an Pflanzengallen erzeugenden Hautflüglerlarven parasitieren, die, nachdem sie die Wirtslarve vollständig gefressen haben, am Nahrungsvorrat bzw. Gallgewebe weiterfressen können, also fakultativ phytophag sind.

## Phylogenie und Taxonomie
Frühere Bearbeiter hatten die Überfamilie weiter als heute üblich abgegrenzt, bei ihnen wurden etwa die Familien Stephanidae und Megalyridae mit einbezogen. Diese Auffassung wird heute nicht mehr vertreten. Während typische Ichneumonoidea leicht kenntlich sind, gab es mitunter Unsicherheiten über die Stellung einiger basaler oder stark abweichender Vertreter. So betrachten einige Forscher die Unterfamilie Agriotypinae der Schlupfwespen oder die Unterfamilie Aphidiinae der Brackwespen alternativ als eigenständige Familien.
Vor kurzem wurde eine aberrante Gruppe von nur drei Gattungen, die ausschließlich in Australien vorkommen und bisher zu den Braconidae gezählt wurden, als eigene Familie, die Trachypetidae, beschrieben. Diese sind vermutlich die Schwestergruppe der übrigen Braconidae.
Über das Schwestergruppenverhältnis der Ichneumonoidea besteht noch keine Klarheit. Frühere Bearbeiter favorisierten hier die wehrstacheltragenden Hautflügler (Aculeata), was aber heute als unwahrscheinlich gilt. Phylogenomische Studien, nach Vergleich homologer DNA-Sequenzen, deuten auf die Proctotrupomorpha hin, eine Gruppe überwiegend kleiner Hautflügler (der Überfamilien Platygastroidea, Cynipoidea, Proctotrupoidea, Diaprioidea, Mymarommatoidea, Chalcidoidea), dies ist aber unsicher und schlecht abgesichert.